# Alagoinha (Pernambouc)
Pour les articles homonymes, voir Alagoinha.
Alagoinha est une municipalité brésilienne située dans l'État du Pernambouc.